# 五一鎮 (保加利亞)

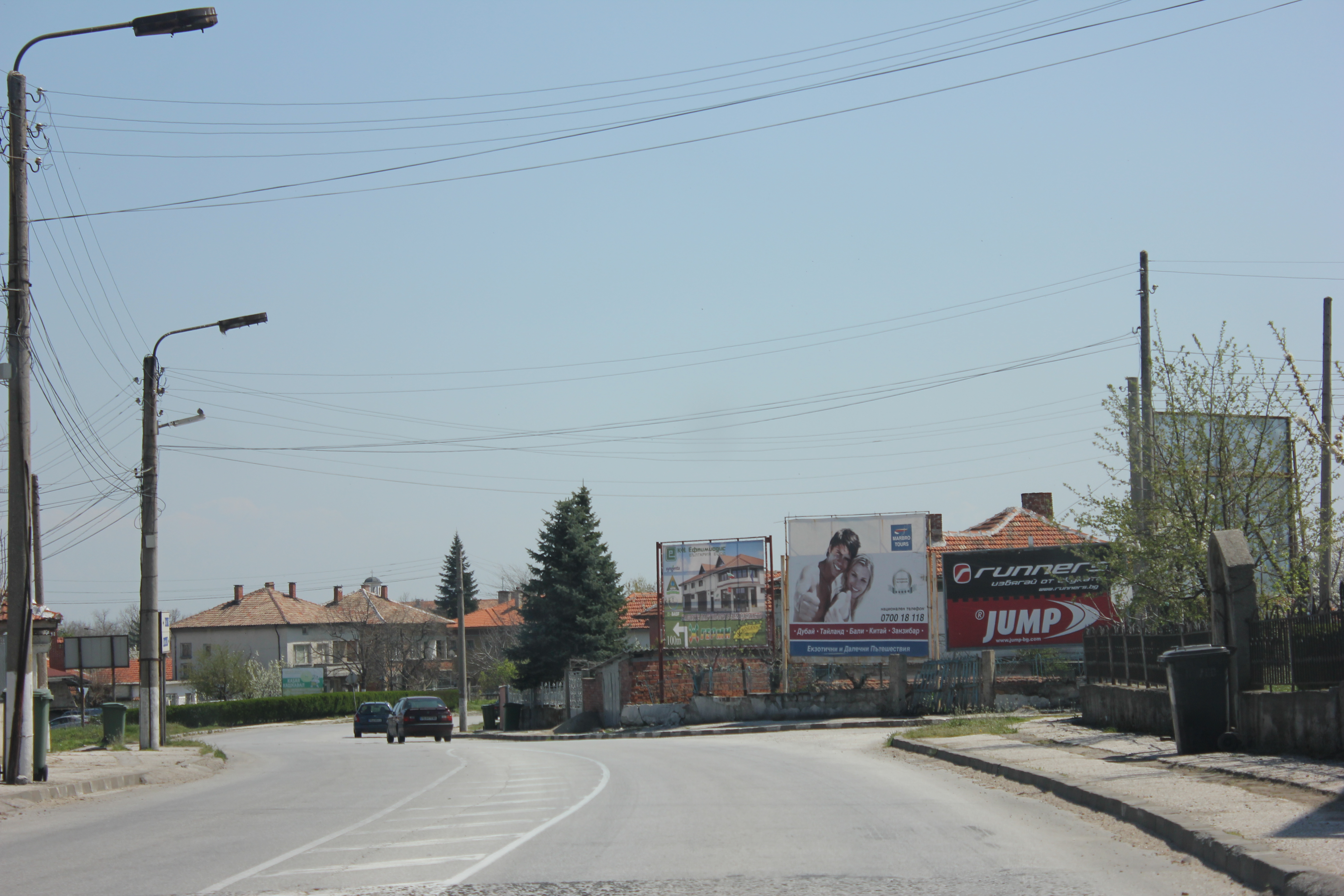
五一镇的主街

五一鎮是保加利亞中部普羅夫迪夫州五一市鎮的城鎮及行政中心，距離州府普羅夫迪夫39公里，海拔高度134米，受地中海氣候影響，2010年人口14,516。

## 外部連結
- Perperikon （页面存档备份，存于） （保加利亞語和英語）
- Dragoyna Coordinates （保加利亚文）